# Nina Alexandrowna Jewtejewa
Nina Alexandrowna Jewtejewa (russisch Нина Александровна Евтеева, * 24. November 1982 in Omsk) ist eine ehemalige russische Shorttrackerin.

## Leben
Sie gehört seit dem Jahr 1998 zum russischen Nationalteam und startet für den Verein Dynamo Omsk. Ihre erste internationale Meisterschaft bestritt sie bei der Weltmeisterschaft 2000 in Sheffield, wo sie im Mehrkampf Rang 28 einnahm. Ein Jahr später debütierte sie in Den Haag auch bei der Europameisterschaft 2001, wo sie mit Bronze in der Staffel gleich ihre erste internationale Medaille erringen konnte. Jewtejewa nahm in Salt Lake City an den Olympischen Spielen 2002 teil. Über 500 m schied sie im Vorlauf aus, über 1000 m erreichte sie das Viertelfinale, über 1500 m das Halbfinale.
In der Saison 2002/03 feierte sie schließlich auch im Weltcup erste Erfolge, sie gewann mit der Staffel ihr erstes Weltcuprennen. Ihre ersten Medaillen in Einzelrennen erreichte sie bei der Heimeuropameisterschaft 2003 in Sankt Petersburg. Im Mehrkampf sowie über 1000 m und 1500 m gewann sie jeweils Bronze und mit der Staffel Silber. In der Saison 2003/04 platzierte sich Jewtejewa über 1500 m erstmals auch in einem Einzelrennen auf einem Weltcuppodest. Bei der Europameisterschaft in Zoetermeer wurde sie mit der Staffel zudem erstmals Europameisterin. Über 1000 m gewann sie außerdem die Bronzemedaille. In der Saison 2004/05 gewann sie mit der Staffel ihr zweites Weltcuprennen. Bei der Europameisterschaft in Turin verteidigte sie den Titel im Staffelwettbewerb und errang über 1500 m und 3000 m jeweils Bronze.
Weniger gut lief die Saison 2005/06. Zwar erreichte sie im ersten Weltcup über 3000 m als Dritte erneut das Podest, qualifizierte sich jedoch teamintern nicht für die weiteren Saisonhöhepunkte und verpasste auch die Olympischen Spiele in Turin. Jewtejewa kehrte erst in der Saison 2007/08 wieder in die Erfolgsspur zurück. Mit der Staffel erreichte sie ein weiteres Mal ein Weltcuppodest. Bei der Europameisterschaft in Ventspils gewann sie zudem erstmals vier Medaillen, Bronze im Mehrkampf, über 1000 m und 3000 m sowie Silber über 1500 m. Bei der Teamweltmeisterschaft in Harbin belegte sie mit ihren Teamkolleginnen Rang acht.
Jewtejewa gewann bei der Europameisterschaft 2010 in Dresden ihre bislang letzte Medaille. Mit der Staffel holte sie Silber. Sie qualifizierte sich für die Olympischen Spiele 2010 in Vancouver. Bei ihren zweiten Spielen startete sie über zwei Distanzen, über 1000 m schied sie im Vorlauf aus und über 1500 m erreichte sie das Halbfinale. Beim ersten Weltcup der Saison 2011/12 erreichte Jewtejewa als Dritte mit der Staffel abermals eine Podestplatzierung in einem Weltcuprennen.